# Rio Blana
O Rio Blana é um rio da Romênia afluente do Rio Ialomiţa, localizado no distrito de Dâmboviţa.